# Två vindar
Två vindar är ett studioalbum av Thomas Wiehe, utgivet 1978 på Silence Records (skivnummer SRS 4650).

## Låtlista
Alla låtar är skrivna av Thomas Wiehe.
Sida A
1. "Nu är det bra"
2. "Vredens dag"
3. "Bossa i det blå"
4. "Godnatt"

Sida B
1. "Innanför våra lagar"
2. "Mor natur"
3. "Du"
4. "Vårvind"